# Petershagen/Eggersdorf
Petershagen/Eggersdorf is een gemeente in de Duitse deelstaat Brandenburg, en maakt deel uit van het Landkreis Märkisch-Oderland.
Petershagen/Eggersdorf telt 15.460 inwoners.
De gemeente bestaat uit de dorpen Eggersdorf in het noordoosten en Petershagen in het zuidwesten; daartussenin ligt een woonwijk met de naam Pohrtsche Siedlung.

## Geografie, infrastructuur
De gemeente ligt niet ver (hemelsbreed 20-25 km vanaf de Brandenburger Tor) ten oosten van Berlijn. Ten noordoosten van Petershagen/Eggersdorf ligt Strausberg aan de Straussee.
Ten zuidwesten van Petershagen/Eggersdorf ligt de gemeente Fredersdorf-Vogelsdorf. Direct ten zuiden van Vogelsdorf staat een filiaal van de bouwmarkt Hornbach. Bij deze bouwmarkt kruist de Autobahn A 10 op afrit 4 de oost-west lopende Bundesstraße 1. Deze wegkruising ligt 5 à 7 km ten zuidwesten van Petershagen/Eggersdorf.
Petershagen heeft een station Petershagen-Nord aan één der lijnen van de S-Bahn van Berlijn, zie: S5 (Berlijn).

## Economie, geschiedenis
De belangrijkste bron van inkomsten in Petershagen-Eggersdorf  is, vanwege de mooie omgeving, het toerisme. Ook hebben, al sinds het begin van de 20e eeuw, welgestelde Berlijners ervoor gekozen, hier in een comfortabel huis te gaan wonen. Petershagen/Eggersdorf is dus een woonforensengemeente. Historische feiten van meer dan plaatselijke betekenis zijn, voor zover bekend, niet overgeleverd.

## Bezienswaardigheden
De belangrijkste bezienswaardigheid is het natuurschoon in de directe omgeving. Zo bevindt de door bos omringde Bötzsee zich deels te Eggersdorf. Dit 400 meter brede en 4 km lange meer ontstond in de voorlaatste ijstijd. Gletsjertongen schuurden een diep dal uit, dat later volliep met water. De Bötzsee is al zeker sinds circa 1905 populair als locatie voor strandvermaak en watersportrecreatie.

## Afbeeldingen

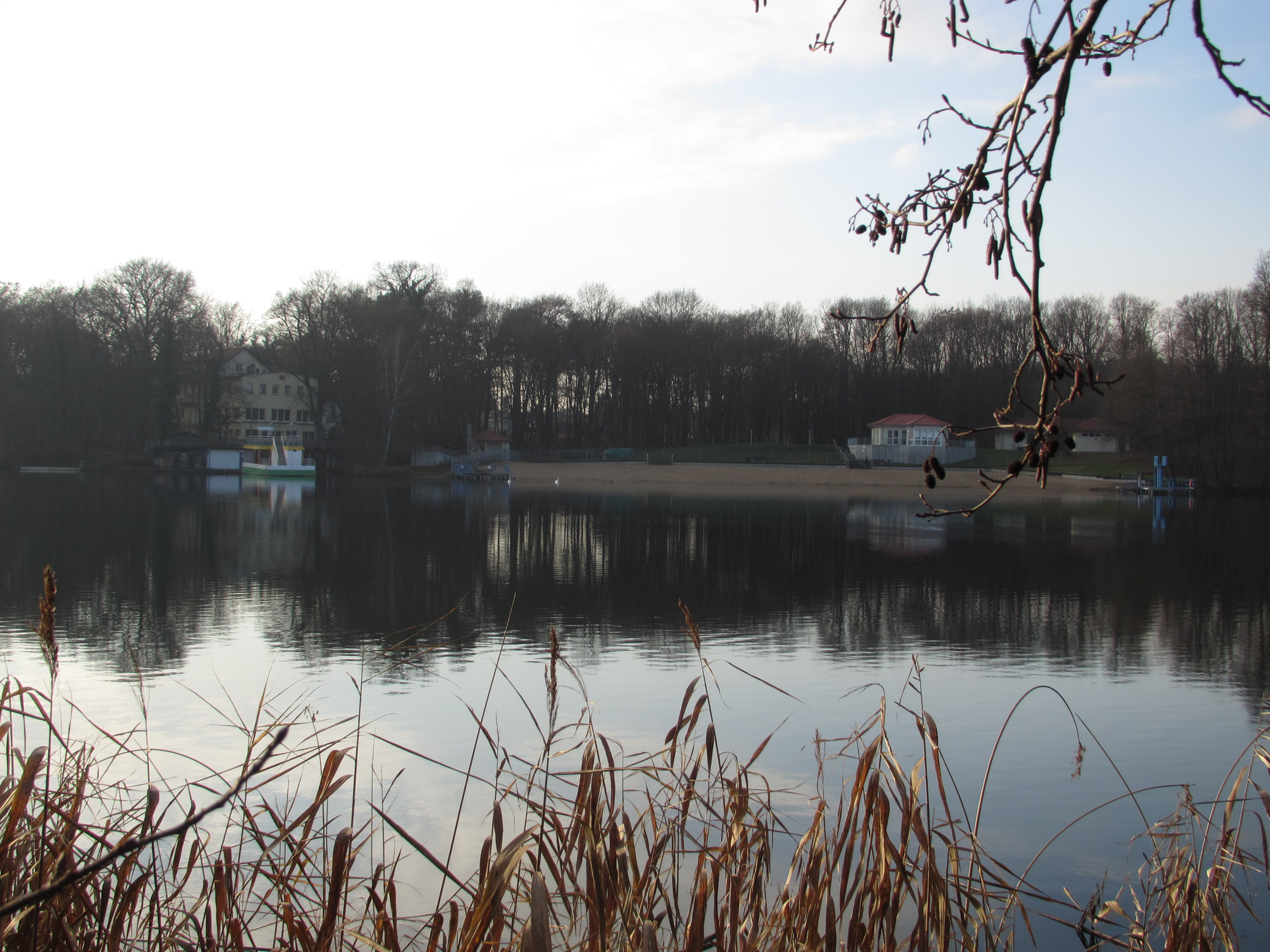
De Bötzsee
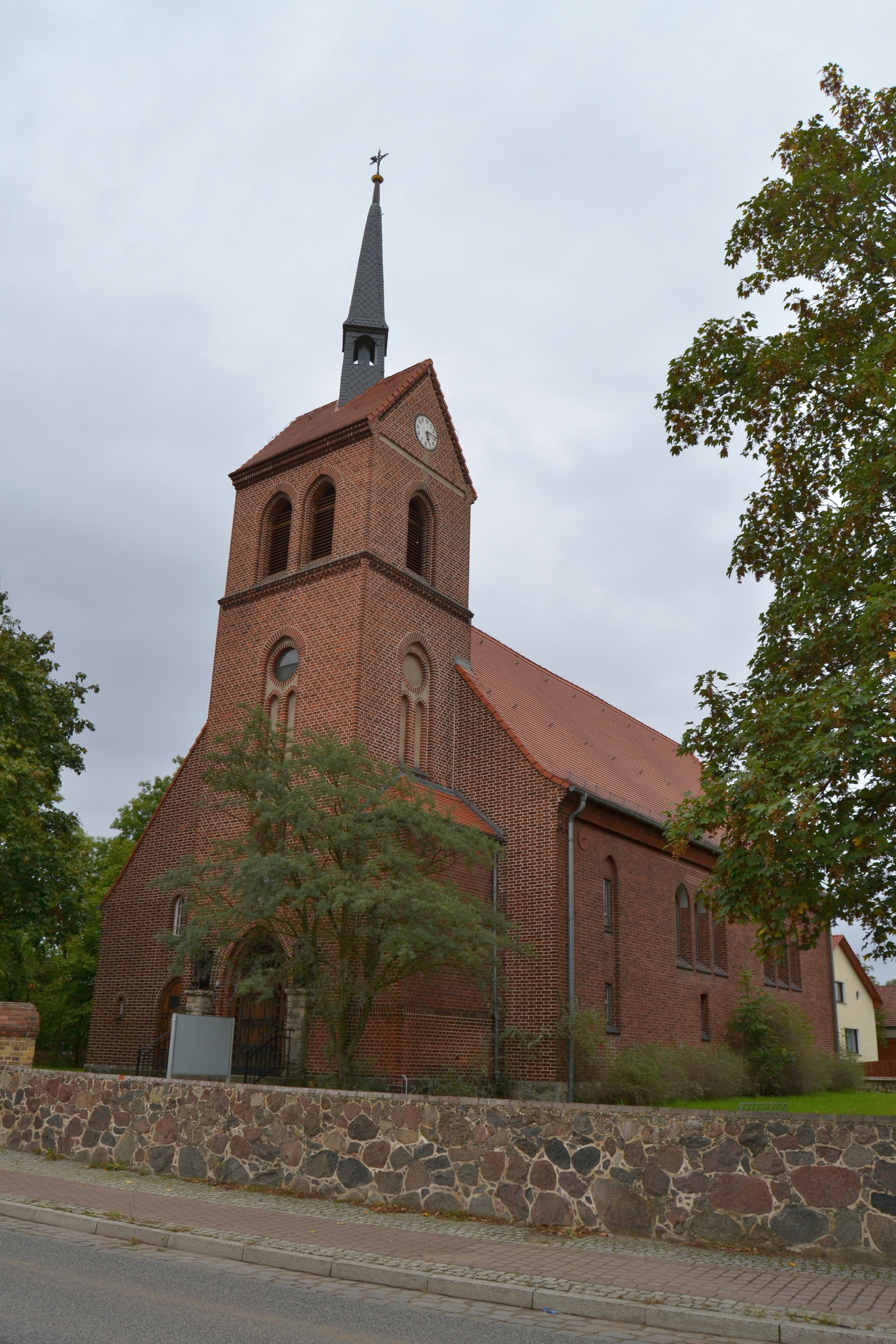
Dorpskerk van Petershagen
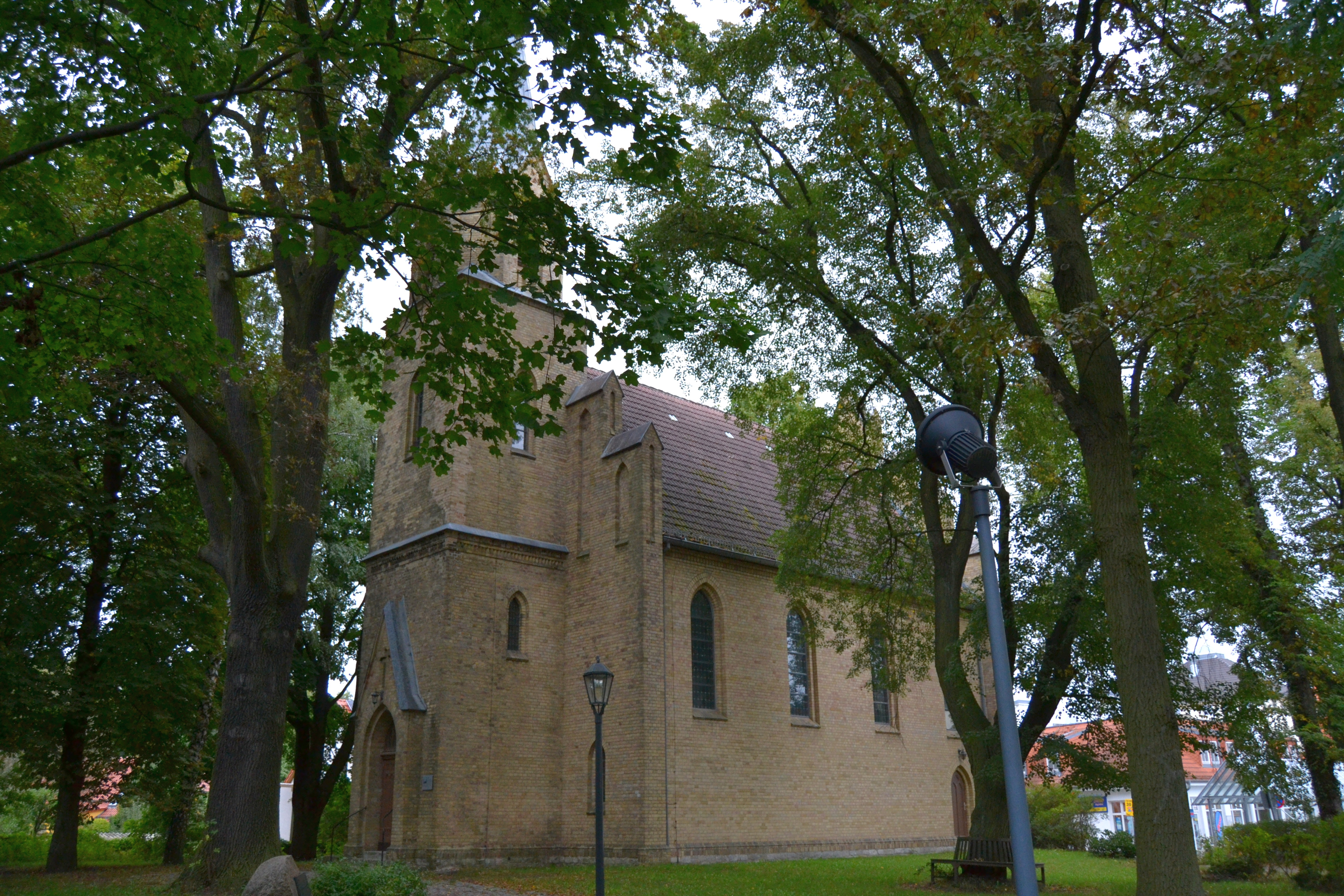
Dorpskerk van Eggersdorf

## Demografie
- Ontwikkeling van de bevolking sinds 1875 binnen de huidige grenzen (blauwe lijn: Bevolking; stippellijn: Vergelijking van de ontwikkeling van de bevolking van de deelstaat Brandenburg, Grijze achtergrond: tijdens de nazi-regering, Rode achtergrond: tijdens de communistische regering)
- Recente ontwikkeling van de bevolking (blauwe lijn) en prognoses

| Jaar | Inwoners |
| ---- | -------- |
| 1875 | 811      |
| 1890 | 809      |
| 1910 | 2 231    |
| 1925 | 4 252    |
| 1933 | 7 367    |
| 1939 | 9 068    |
| 1946 | 8 992    |
| 1950 | 9 131    |
| 1964 | 9 706    |
| 1971 | 9 871    |

| Jaar | Inwoners |
| ---- | -------- |
| 1981 | 9 319    |
| 1985 | 9 120    |
| 1989 | 8 657    |
| 1990 | 8 442    |
| 1991 | 8 437    |
| 1992 | 8 401    |
| 1993 | 8 285    |
| 1994 | 8 681    |
| 1995 | 8 974    |
| 1996 | 9 502    |

| Jaar | Inwoners |
| ---- | -------- |
| 1997 | 10 040   |
| 1998 | 10 615   |
| 1999 | 11 089   |
| 2000 | 11 614   |
| 2001 | 11 904   |
| 2002 | 12 197   |
| 2003 | 12 563   |
| 2004 | 12 846   |
| 2005 | 13 171   |
| 2006 | 13 356   |

| Jaar | Inwoners |
| ---- | -------- |
| 2007 | 13 589   |
| 2008 | 13 749   |
| 2009 | 13 823   |
| 2010 | 13 875   |
| 2011 | 13 971   |
| 2012 | 14 079   |
| 2013 | 14 204   |
| 2014 | 14 364   |
| 2015 | 14 520   |
| 2016 | 14 719   |

| Jaar | Inwoners |
| ---- | -------- |
| 2017 | 15 049   |
| 2018 | 15 184   |
| 2019 | 15 327   |
| 2020 | 15 460   |

Gegevensbronnen worden beschreven in de Wikimedia Commons.

## Varia
De gemeente onderhoudt jumelages met o.a. Petershagen aan de Wezer en Westheim (Palts).
De bekendste inwoner uit de geschiedenis van de gemeente was de bekende spion Günter Guillaume, die er in 1995 overleed.
Altlandsberg ·
Alt Tucheband ·
Bad Freienwalde ·
Beiersdorf-Freudenberg ·
Bleyen-Genschmar ·
Bliesdorf ·
Buckow (Märkische Schweiz) ·
Falkenberg ·
Falkenhagen (Mark) ·
Fichtenhöhe ·
Fredersdorf-Vogelsdorf ·
Garzau-Garzin ·
Golzow ·
Gusow-Platkow ·
Heckelberg-Brunow ·
Höhenland ·
Hoppegarten ·
Küstriner Vorland ·
Lebus ·
Letschin ·
Lietzen ·
Lindendorf ·
Märkische Höhe ·
Müncheberg ·
Neuenhagen bei Berlin ·
Neuhardenberg ·
Neulewin ·
Neutrebbin ·
Oberbarnim ·
Oderaue ·
Petershagen/Eggersdorf ·
Podelzig ·
Prötzel ·
Rehfelde ·
Reichenow-Möglin ·
Reitwein ·
Rüdersdorf bei Berlin ·
Seelow ·
Strausberg ·
Treplin ·
Vierlinden ·
Waldsieversdorf ·
Wriezen ·
Zechin ·
Zeschdorf
- Gemeinsame Normdatei: 4750512-6
- Virtual International Authority File: 234795948